# Samuel Ingham
Samuel Ingham (* 5. September 1793 in Hebron, Connecticut; † 10. November 1881 in Essex, Connecticut) war ein US-amerikanischer Politiker. Zwischen 1835 und 1839 vertrat er den zweiten Wahlbezirk des Bundesstaates Connecticut im US-Repräsentantenhaus.

## Leben
Samuel Ingham besuchte die öffentlichen Schulen in Vermont. Nach einem anschließenden Jurastudium und seiner im Jahr 1815 erfolgten Zulassung als Rechtsanwalt begann er dort in der Stadt Canaan in seinem neuen Beruf zu arbeiten. Im Jahr 1819 zog er zunächst nach Jewett City und dann nach Essex in Connecticut. In beiden Orten war er ebenfalls als Anwalt tätig. Zwischen 1827 und 1835 war er Bezirksstaatsanwalt im Middlesex County. Von 1829 bis 1833 amtierte er auch als Richter an einem Nachlassgericht.
Politisch war Ingham ein Anhänger von Präsident Andrew Jackson, dessen Demokratischer Partei er beitrat. In den Jahren 1828 und 1834 wurde er in das Repräsentantenhaus von Connecticut gewählt. Bei den Kongresswahlen des Jahres 1834, die in Connecticut staatsweit abgehalten wurden, wurde Ingham in das US-Repräsentantenhaus in Washington, D.C. gewählt. Zwei Jahre später wurde er, nach der Einteilung Connecticuts in Kongresswahlbezirke, im zweiten Distrikt seines Staates bestätigt. Damit konnte er zwischen dem 4. März 1835 und dem 3. März 1839 zwei Legislaturperioden im Kongress absolvieren. Ab 1837 war er Vorsitzender des Marineausschusses. Bei den Wahlen des Jahres 1838 verlor Ingham gegen William L. Storrs von der Whig Party.
Nach seiner Zeit im Kongress arbeitete Ingham wieder als Rechtsanwalt, blieb politisch aber weiterhin aktiv. Zwischen 1843 und 1850 saß er im Senat von Connecticut. In den Jahren 1851 und 1852 war er erneut Abgeordneter im Repräsentantenhaus seines Staates, dessen Präsident er damals wurde. Im Jahr 1854 kandidierte Ingham erfolglos für den US-Senat. Zwischen 1854 und 1858 war er außerdem viermal erfolgloser demokratischer Kandidat für das Amt des Gouverneurs von Connecticut. Von 1857 bis 1861 arbeitete er als Commissioner of Customs für die Zollbehörde der Bundesregierung. Samuel Ingham starb im November 1881 in Essex.